# ASUS PadFone
ASUS PadFone  er en mobiltelefon og PadFone Station, hvor mobiltelefon indsættes i PadFone Stationen, og derved bruger  processorkraften fra mobilen til at vise mobilens OS på skærmen. PadFone Station har ingen processorkraft i sig selv, da den kun indeholder et stort batteri, som gør det muligt at  bruge og overføre strømmen fra/i PadFone Stationen til mobilen.
ASUS Padfone var dog ikke den første med hybridkoncept, Motorola ATRIX lapdock har før vist at det kan virke, men uden dog at havde den store kommercielle succes.

## ASUS PadFone
ASUS PadFone blev annonceret den 30. marts 2011 ved Computex Taipei

### Specifikation
- Android 4.0 (Ice Cream Sandwich)
- CPU: Qualcomm Snapdragon S4 8260A Dual-Core 1.5 GHz
- ram : 1GB
- med GPS, 3G, WIFI, og Micro-SD kort
- skræm 4.3inches( 960x540), Super AMOLED med touch og  Gorilla® Glas
- batteri: 1520 mAh Lithium
- Standby Tid:370(2G) og 360 timer(/3G)
- taletid: 940(2G) og 480 min(3G)
- forside-kamera: VGA(640x480)
- bagest kamera 8 Mega-Pixel, Auto Fokus, LED Flash, F2.2 Aperture

PadFone Station
- forside-kamera: 1.3 Mega-Pixel
- batteri: 6600 mAh Lithium
- skræm: Gorilla® Glas og touch med 10,1" 1280x800

## ASUS PadFone 2
ASUS PadFone 2 blev annonceret den  16. oktober 2012 i Milano. De største forskelle i forhold til den første PadFone, er dens design, processorkraften i mobilen og batteriets størrelse i Padstation. Den synligste forskel er dens lodrette skede, i forhold til den gamle der var vandret.

### Specifikationer
- Android 4.1 (Jelly Bean)
- CPU: Quad-Core 1.5GHz with Adreno 320 graphics
- RAM: 2GB
- Bluetooth og NFC
- med 3g, 4G og WIFI
- 4.7", (HD 1280x720),Super IPS+ med touch
- 2140 mAh Lithium
- Standby Tid: 336 timer(3G)
- taletid: 16 hours(3G)
- Forside-kamera 1.2 Mega-Pixel
- Bagside-kamera: 13 Mega-Pixel, Auto Fokus, F2.4 Aperture

PadFone Station
- Forside-kamera: 1 Mega-Pixel
- 5000 mAh Lithium
- 10,1" (1280x800), IPS med touch

## Ekstern henvisning
- ASUS – PadFone (engelsk) Arkiveret 29. januar 2013 hos  Wayback Machine
- ASUS - PadFone 2 (engelsk) Arkiveret 24. januar 2013 hos  Wayback Machine